# Macrotus waterhousii
Macrotus waterhousii је врста сисар из реда слепих мишева.

## Распрострањење
Врста је присутна у Бахамским острвима, Белизеу, Гватемали, Доминиканској Републици, Доминици, Јамајци, Кајманским острвима, Куби, Мексику и Хаитију.

## Станиште
Врста Macrotus waterhousii има станиште на копну.

## Угроженост
Ова врста није угрожена, и наведена је као последња брига јер има широко распрострањење.

### Популациони тренд
Популација ове врсте је стабилна, судећи по доступним подацима.